# NGC 6511
NGC 6511 est une galaxie spirale barrée située dans la constellation du Dragon. Sa vitesse par rapport au fond diffus cosmologique est de 4 209 ± 37 km/s, ce qui correspond à une distance de Hubble de 62,1 ± 4,4 Mpc (∼203 millions d'al). NGC 6511 a été découverte par l'astronome américain Lewis Swift en 1884. Cette galaxie a aussi été observée par Swift le 30 mai 1886, mais il ne s'est pas rendu compte qu'il l'avait déjà inscrite à ses notes. Elle a été incluse au New General Catalogue sous la désignation NGC 6510.